# ۶۰۳ (میلادی)
۶۰۳ (میلادی) ششصد  و سومین سال تقویم میلادی است.

## درگذشتگان
‎